# Montpezat-de-Quercy
Montpezat-de-Quercy is een gemeente in het Franse departement Tarn-et-Garonne (regio Occitanie). De gemeente telde 1.600 inwoners op 1 januari 2022. De inwoners worden Montpezatais genoemd.
Het dorp is gelegen op een heuvel en is vooral bekend door zijn kapittelkerk met 16e-eeuwse Vlaamse wandtapijten. De Place de la Mairie is omgeven door huizen met arcaden. Buiten het dorp ligt de kerk Notre-Dame de Saux met 14e-eeuwse muurschilderingen.

## Geschiedenis
De eerste vermelding van Montpezat is in de 7e eeuw. Sinds de 11e eeuw was er een kasteel op het plateau maar dit werd volledig vernield in de Franse Revolutie. De familie 'de Montpezat' waren de eerste heersers van het gebied tot 1250, het jaar dat ze beschuldigd werden als cathaarse ketters. Ze werden vervangen door de familie 'des Prés' die het dorp zijn gloriejaren bezorgde. Kardinaal Pierre des Prés liet er in 1337 de kerk Saint-Martin bouwen en stelde er een kapittel van een vijftiental kanunniken aan om voor zijn zielenheil te bidden.

## Geografie
Montpezat-de-Quercy ligt op 31 km ten noorden van Montauban en 27 km ten zuiden van Cahors.
Het dorp ligt in de oude provincie Quercy, meer bepaald in de Quercy blanc
De onderstaande kaart toont de ligging van Montpezat-de-Quercy met de belangrijkste infrastructuur en aangrenzende gemeenten.

## Demografie
Onderstaande figuur toont het verloop van het inwonertal (bron: INSEE-tellingen).